# 朝比奈泰彥
朝比奈泰彥（1881年4月16日—1975年6月30日），日本藥學家、化學家。帝國學士院會員，日本文化勳章獲得者，文化功勞者。
因有關漢方藥（中藥）的研究，朝比奈教授名列1951年、1952年諾貝爾化學獎。

## 生平
東京本所出生。舊制府立一中、舊制第一高校、東京帝國大學醫學部藥學科畢業。1909年前往歐洲，向里夏德·维尔施泰特、赫尔曼·埃米尔·费歇尔學習。
1912年時成為東京帝國大學的助理教授，1918年升任教授。
1923年以一文榮獲帝國學士院恩賜獎，1943年獲頒文化勳章。1951年認定為「文化功勞者」，並連續兩年被提名角逐諾貝爾化學獎。
他是史上首位與「中藥研究」有關的諾貝爾獎候選人，但直到一甲子後，才有學者因中藥發現（屠呦呦）正式成為諾貝爾獎得主。

## 著作
- 日本隠花植物図鑑 三省堂, 1939
- 私乃たどった道 南江堂, 1949
- 日本之地衣 第1－3冊 広川書店, 1950－56
- 正倉院薬物 植物文献刊行会, 1955

## 共同著作
- 医薬処方語羅和和羅辞典 清水藤太郎共編 南江堂書店, 1926
- 植物薬物学名典範 清水藤太郎共編 春陽堂, 1931
- 処方解説医薬ラテン語 清水藤太郎共編 南江堂書店, 1933
- 有機化学攬要 浅野順太郎共著 南江堂, 1936
- 地衣成分の化学 柴田承二共著 河出書房, 1949

## 翻譯
- 有機化学攬要 奧托·迪爾斯 蒼〓堂, 1915